# 광산노씨 분묘출토 명기류
광산노씨분묘출토명기류(光山盧氏墳墓出土明器類)는 광주광역시 북구 용봉동, 광주시립민속박물관에 있는 조선시대의 명기류이다. 1990년 11월 15일 광주광역시의 민속문화재 제6호로 지정되었다.

## 개요
조선 전기의 사람인 노옥손의 묘에서 나온 유물 36점이다.
그의 묘는 북구 생룡동의 지네골로 불리는 야산에 자리하고 있었다. 그곳에 광주동물원이 이전해 옴에 따라 묘를 옮기게 되었는데, 그 과정에서 이 유물들을 발견하게 된 것이다.
백자명기는 16점의 크고 작은 여러 모양이 같이 출토되었다. 도우(陶偶)는 남녀각각 3점으로 남자는 상투를 틀어올린 형태이고, 여자는 어여머리를 하고 있는데, 표정만 다를 뿐 크기는 거의 비슷하다. 마형기(馬形器)는 말안장을 얹은 모습으로 2점이 출토되었다, 특히 이 도우와 마형기는 철사(鐵砂)안료를 바른 철화(鐵畵)백자이다. 술띠는 2개로 분리되어 있으며, 7개의 유리구슬은 가운데에 구멍이 뚫려 있다. 이외에도 국화무늬를 새긴 동거울과 가위, 청동 수저 1벌이 함께 발견되었다.
조선 전기의 유물로 추정되는 이들 명기류는 조선시대 전기 부장품 연구와 백자연구에 중요한 자료가 된다. 특히 마형기는 다른 지역에서 출토된 예가 없는 매우 귀한 자료이다.

## 참고 자료
- 광산노씨분묘출토명기류 - 국가유산청 국가유산포털
- 광산노씨 분묘출토 명기류 보관됨 2016-12-17 - 웨이백 머신 - 광주광역시 시립민속박물관 / 박물관 소장 문화재